# Antenne 50Plus
Antenne 50Plus war ein privater Hörfunksender.

## Programm
Das Programm richtete sich an die Zielgruppe von 35 bis 90 Jahren. Zu den bevorzugten Musikgenres gehören Schlager und Oldies.

## Geschichte

### Gründung als Internetradio
Antenne 50Plus wurde 2000 durch Reinhard Müller in Nürnberg als Internetradio gegründet. Der Hörfunksender richtet sich musikalisch überwiegend an das ältere Publikum. Der Sendebetrieb wurde bis zum November Jahr? ausschließlich als Webradio betrieben.
Im Juni 2011 wurde die Antenne 50Plus Ltd. & Co. KG gegründet, deren einziger Gesellschafter Reinhard Müller ist und reichte im Juli 2011 einen Lizenzantrag bei der Landesanstalt für Kommunikation (LFK) ein. 

### Lizenzierung
Am 22. November 2011 wurde der Sender mit Beschluss der Kommission für Zulassung und Aufsicht (ZAK) vom 22. November 2011 durch die LFK Baden-Württemberg bundesweit für die Dauer von acht Jahren zugelassen. Lizenzinhaberin für das Programm Antenne 50Plus ist die Antenne 50Plus Ltd. & Co. KG.

### Satellitenverbreitung
Der ist der Sender zusätzlich Free-to-Air empfangbar über den Satelliten Intelsat 20 auf der Orbitalposition 68.5°E auf Transponder 25k und der Frequenz 12522 MHz im Satelio-Paket. Antenne 50Plus ist auch im T-Home Entertain-Paket der Telekom vertreten. Bis zum 25. Februar 2013 war der Sender auch auf dem Satelliten Astra 1L auf dem Transponder 113 und der Frequenz 12633 MHz vertreten sowie im Rahmen einer Testausstrahlung auf dem Satelliten Eutelsat 9°E.

### DAB+ Hessen
Am 2. Juli 2012 ging der Sender auf DAB+ in Hessen im VHF-Frequenzblock 12C auf Sendung. Technisch erreicht können damit ca. 3,5 Millionen Personen über eine Fläche von 6068 km². Am 1. August 2012 ist der VHF-Kanal Band III auf den 11C umgestellt worden, mit der eine Leistungserhöhung des Senders von 1 kW auf 2 kW einherging. Der Kanal 12C wurde nach der Umstellung vom Netz genommen. Am 4. Dezember 2012 wurde Antenne 50Plus im DAB-Bonquet 11C wieder abgeschaltet. Der Grund ist nach Angaben des Bonquetbetreibers Hessen Digital Radio das Nichterfüllen von Forderungen gegenüber dem Netzbetreiber.

## Sonstiges
Der Sender wurde am 9. Juni 2011 in die Antenne 50Plus Ltd. & Co. KG ausgegliedert. Einziger Gesellschafter der Komplementärin und der Kommanditgesellschaft (Kommanditist) ist Reinhard Müller. Antenne 50Plus ist in der Veranstalterliste der Landesanstalt für Kommunikation (LFK), Landesanstalt für Kommunikation Hörfunkliste (LFK) und Bayerische Landeszentrale für neue Medien (BLM) gelistet.
Die Hessische Landesanstalt für privaten Rundfunk und neue Medien hat in ihrer Sitzung vom 26. März 2012 die Zuweisung zugunsten von Antenne 50Plus beschlossen. Damit kann der Sender zukünftig über die Senderstandorte Frankfurt/Main und Großer Feldberg/Taunus mit jeweils 5 kW Sendeleistung terrestrisch versorgt werden.